# 6017 Robertmorehead
6017 Robertmorehead eller 1991 PY11 är en asteroid i huvudbältet som upptäcktes den 7 augusti 1991 av den amerikanske astronomen Henry E. Holt vid Palomarobservatoriet. Den är uppkallad efter astronomen Robert C. Morehead.
Asteroiden har en diameter på ungefär 3 kilometer och den tillhör asteroidgruppen Flora.